# Arado Ar 232
Die Arado Ar 232, auch als „Tausendfüßler“ oder „Tatzelwurm“ bekannt, war ein im Deutschen Reich während des Zweiten Weltkriegs von den Arado Flugzeugwerken im Werk Brandenburg an der Havel entwickeltes und gebautes militärisches Transportflugzeug. Das Flugzeugmuster gilt als erster Kampfzonentransporter der Welt und wartete mit mehreren Neuerungen auf, die mittlerweile als Standard bei modernen Fracht- und Transportflugzeugen gelten; noch 1956 wurde das Design der Ar 232 als wegweisend für zukünftige Entwicklungen in der NATO hingestellt.

## Entwicklung und Erprobung
Der Entwurf der Ar 232 ging auf einen Ende 1940 erteilten Auftrag des Technischen Amtes (GL/C) des Reichsluftfahrtministeriums (RLM) an mehrere deutsche Firmen zurück, in dem ein „geländegängiger Transporter für die Verwendung in Frontnähe“ gefordert wurde. Der Arado-Entwurf entstand in Konkurrenz zum Fieseler-Projekt P 29 (später Fi 333) und weiteren bisher nicht sicher zu ermittelnden Flugzeugentwürfen. Das Technische Amt entschied sich für die Ar 232. Der Fieseler-Entwurf kam nicht über das Reißbrett- und Attrappenstadium hinaus.
Die Entwurfsarbeiten für die zunächst unter der Projektnummer E 440 laufende spätere Ar 232 wurden im Dezember 1940 aufgenommen; die Teilekonstruktion begann am 30. März 1941.
Die Leitung hatte Walter Blume, während Wilhelm van Nes (1900–1979) für Gesamtauslegung und Aerodynamik zuständig war. Beteiligt war darüber hinaus Hans Rebeski als Inhaber des beim Hochauftriebsflügel angewendeten Patents, das zuvor an einer von drei gebauten Arado Ar 198 und einer Arado Ar 240 erprobt worden war. Von vornherein waren Blume und van Nes bemüht, jegliche Möglichkeit der Auftriebserhöhung bei geringer Fluggeschwindigkeit auszunutzen. So wurde die damals besonders bei der Aerodynamischen Versuchsanstalt (AVA) in Göttingen sehr eingehend untersuchte Grenzschichtabsaugung in die Betrachtung einbezogen und beschlossen, eines der beiden ersten Flugzeuge damit auszurüsten.
Die zweite wichtige Voraussetzung für den Erfolg war das Fahrwerk. Der Begriff „unvorbereitetes Gelände“ war vom RLM so definiert worden, dass darunter auch Gräben von 1,5 m Breite und kleine Erhebungen von bis zu 0,8 m Höhe zu verstehen seien. Um diese sehr weitgehende Forderung zu erfüllen, wurde zunächst ein Raupenfahrwerk von 4,2 bis 5 m Achsabstand zwischen dem vordersten und hintersten Leitrad angedacht, mit dazwischen angeordneten vier Paaren pendelnd aufgehängter Stützräder, über die ein 32 cm breites endloses Gummiraupenband abrollen sollte. Diese Lösung wurde jedoch schnell als zu schwer und technisch kaum beherrschbar aufgegeben und durch die endgültige mit einer Doppelreihe von einzeln aufgehängten und abgefederten Niederdruckrädern ersetzt.
Nach einem Wochenbericht der Erprobungsstelle Rechlin für die Zeit vom 27. März bis 2. April 1941 konnten die zuständigen Sachbearbeiter in dieser Woche „mit der Attrappenbearbeitung beider Projekte“ beginnen, womit die P 29 von Fieseler und die E 440 von Arado gemeint waren. Die erste Erwähnung der Musterbezeichnung Ar 232 datiert auf den 1. Juni 1941. Zu diesem Zeitpunkt war eine Nullserie von sechs Flugzeugen der Ausführung A-0 vorgesehen, die zwischen September und Dezember 1942 zu liefern gewesen wären. Gleichzeitig wurde die Materialbeschaffung für nicht weniger als 75 Serienflugzeuge A-1 freigegeben. Die darauffolgenden Pläne vom 15. Oktober strichen die Entwicklung der Ar 232 schon wieder vollständig; die Arbeiten an dem Flugzeugprogramm gingen dennoch weiter. In den folgenden Planungen sollte die Anzahl der Nullserie A-0 auf zehn Flugzeuge erweitert werden, dazu 20 Stück mit der Bezeichnung B-0.
Ein Transportflugzeug wie die Ar 232 musste bei der Zuteilung der vorgesehenen Motoren vom Typ BMW 801 zurückstehen, da das Jagdflugzeug Focke-Wulf Fw 190 dabei Vorrang hatte. Außerdem waren auch andere Projekte wie Dornier Do 217, Junkers Ju 88, Junkers Ju 290 und Blohm & Voss BV 141 auf diesen Motor angewiesen.
Als Ausweichlösung wurde auf den Motor Bramo 323 „Fafnir“ gesetzt, von dem allerdings pro Flugzeug vier erforderlich waren. Die notwendigen Konstruktionsarbeiten, im Wesentlichen nur für ein neues, entsprechend längeres, Flügelmittelstück begannen, wie es scheint, sofort. Mit dem Erscheinen der Ausführung B wurde überlegt, diese auch mit Schwimmern zu bauen. Diese Absicht wurde jedoch wohl bald wieder fallengelassen.
Zu dieser Zeit war das weitere Schicksal der Ar 232 gefährdet: Am 7. August 1942 fand im RLM eine Entwicklungsbesprechung unter der Leitung des Generalluftzeugmeisters, Generalfeldmarschall Erhard Milch statt. Dabei trug der Chef des Planungsamtes (GL/A), Generalmajor Carl August von Gablenz seine Ansicht vor, dass die Ar 232 als „Aluminiumfresser übelster Sorte“ abgesetzt gehöre. Er bezweifelte auch ihren kriegsentscheidenden Nutzen. Mit zwei Ju 52 könne man „eine solche Sache auch hinlegen“. Auch der Generalstabsingenieur Roluf Lucht zeigte sich ablehnend. Überzeugter Befürworter des Flugzeugs war nur der Leiter der Amtsgruppe GL/C-E2, Flugzeugentwicklung im Technischen Amt (GL/C), Flugbaumeister Walter Friebel, der darauf hinwies, dass das Flugzeug ja auf einen Vorschlag vom Technischen Amt entwickelt wurde und zwar für die Einsatzgebiete, die eben nicht von der Ju 52 bedient werden könnten. Besonders für den Wintereinsatz sei sie bestens geeignet, weil leicht breite Kufen anstelle des Rollenfahrwerks darunter gesetzt werden könnten. Außerdem käme sie mit den verlangten 100 m Startrollstrecke aus jedem Platz heraus. Generalfeldmarschall Milch sah sich schließlich nicht in der Lage, die Entwicklung der Ar 232 zu streichen. Abschließend heißt es im Besprechungsprotokoll, dass er „persönlich absolut der Meinung wäre, dass er das Flugzeug streichen würde, wenn er es könnte“. Wenig später, am 17. und 18. August gab Milch zu Protokoll, „da die Ar 232 große Entwicklungs-Kapazitäten erfordere und einen starken Leichtmetallverbrauch mit sich bringe, sowie gegenüber der Junkers Ju 352 lediglich den Vorteil des kürzeren Starts und der kürzeren Landung biete, bäte er, nochmals gründlich zu erwägen, ob dieses Baumuster nicht abgesetzt werden könne. Es könnten doch statt einer Ar 232 etwa vier Ju 52 geliefert werden.“ Das Projekt wurde in der Folge zwar nicht eingestellt, die geplanten Fertigungszahlen schwankten allerdings häufig.

### Werks- und E-Stellenerprobung

#### Ar 232 A

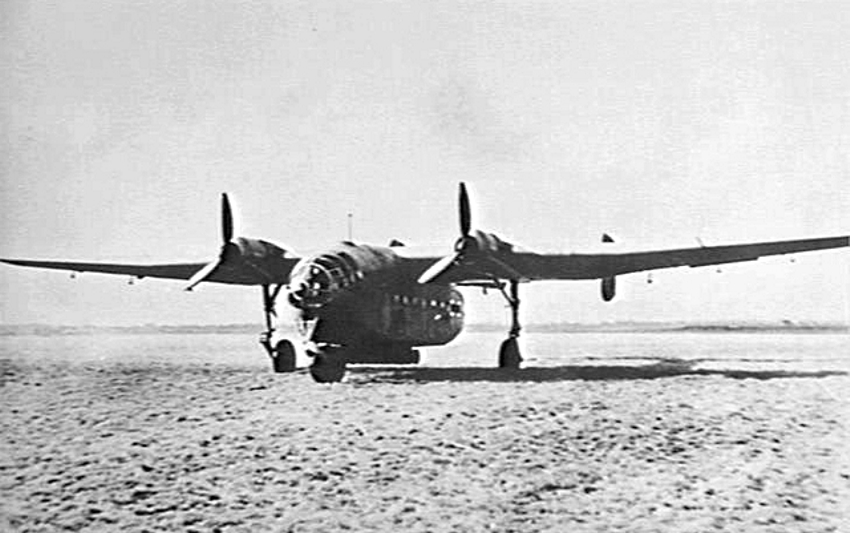
Eine Ar 232A-0, 1945

Der Erstflug eines Prototyps, der Ar 232 V1, erfolgte am 28. Juni 1942 auf dem Werksflugplatz Brandenburg-Neuendorf mit Flugbaumeister Walter Kröger am Steuer. Zwei weitere Flüge folgten am 30. Juni und am 1. Juli. Danach folgte eine Pause bis zum 11. August zur Beseitigung kleinerer Schäden, die das Flugzeug bei seinem dritten Flug beim Rollen über eine Gleisanlage erlitten hatte. Am 27. August flog Hauptmann Heinz Braun von der Erprobungsstelle Rechlin als erster nicht zum Werk gehörender Pilot das Flugzeug.
Das zweite Flugzeug, die A-01, gehörte bereits zur Vorserienproduktion (Nullserie) von zehn Maschinen. Die A-01 hatte ihren Erstflug am 20. November 1942 und blieb im Flugbetrieb, bis sie bei der Überführung von Rechlin zum Einsatz in Stalingrad am 6. Februar 1943 abstürzte. Es folgten in kürzeren Abständen die A-02 (erster Eintrag im Flugbuch 1. Februar 1943), die A-03 (Ersteintrag 3. April in Rechlin), die A-04 (12. April), A-06 (5. April), A-07 (7. April), die A-05 (22. April), die A-08 (1. Juni), die A-09 (8. Juli) und die A-10, Wnr. 0100012, TC+EG (17. Juli).

#### V2
Welches Flugzeug die Bezeichnung V2 erhielt, ist umstritten. Dafür kommt nur eines der Flugzeuge in Frage, die innerhalb des Zeitraums vom 1. Februar bis zum 17. Juli 1943 fertiggestellt wurden. Bis auf die A-05 gingen von diesen alle direkt in den Einsatz.
Die ersten mit der A-05 in Brandenburg gemachten Versuchsflüge waren Start- und Landemessungen, die am 29. April 1943 stattfanden. Kurz zuvor, vom 13. bis zum 17. April, waren mit der A-02 die gleichen Messungen gemacht worden. Bei beiden Versuchsreihen waren Vertreter der Erprobungsstelle Rechlin anwesend, welche die Ergebnisse in einem heute nicht mehr verfügbaren Teilbericht festhielten und dem RLM mitteilten. Im Wochenbericht ist aber auch die Aussage enthalten, dass am 30. Juni sogar der bereits erwähnte Leiter der Amtsgruppe GL/C-E2, Friebel selbst, in Begleitung des Kommandeurs der E-Stellen, Oberst Edgar Petersen, und weiterer hochrangiger Vertreter der Erprobungsstelle Rechlin nach Brandenburg gekommen war, um das Flugzeug nachzufliegen.
Im großen Zusammenhang sind die mit der Ar 232 erzielten Ergebnisse und Leistungen im Bericht über einen Vortrag enthalten, den van Nes selbst, elf Jahre nach dem Krieg, im August 1956 bei der AGARD in Brüssel hielt. Die A-05 war es auch, an der sämtliche für das Muster entwickelten Rüstsätze erprobt wurden und die deshalb bis zum Kriegsende bei der Firma blieb. Auf ihr erhielten auch die ersten Luftwaffenpiloten ihre Einweisung.

#### Weitere Flüge
Die drei zu der Zeit in Rechlin befindlichen Flugzeuge A-06, A-07 und A-09 wurden für Erprobungsflüge bis z. B. nach Kirowograd verwendet, wobei stets auch Fracht transportiert wurde. Am 23. Juli 1943 fiel bei der A-07 in der Nähe von Hildesheim ein Motor aus, was zur Bruchlandung führte. Bei 70 % Schaden wurde das Flugzeug nicht wieder aufgebaut. Auch die A-04 ging in Rechlin bei einem Transporteinsatz mit 80 % zu Bruch.
Die Verwendbarkeit der Ar 232 zum Schleppen von Lastenseglern wurde in Rechlin im Oktober 1943 mit der A-06 und der B-02 untersucht, nachdem die Firma einen entsprechenden Rüstsatz entwickelt hatte, der am Ende des Leitwerkträgers angebaut werden konnte. Sowohl Lastensegler DFS 230 als auch Go 242 wurden geschleppt. Das Ergebnis entsprach nicht den Erwartungen. Es stellte sich heraus, dass Schleppflugzeug und Anhänger zusammen nicht mehr Nutzlast befördern konnten als die Arado allein und das noch dazu wesentlich langsamer.

#### Die B-Serie
Die viermotorige Ar 232 B startete am 3. August 1943 zum Erstflug. Der noch am selben Tag durchgeführte zweite Flug endete mit einer Notlandung bei Golow. Ein Motorbrand führte zu einem Gesamtschaden von 70 Prozent und das Flugzeug wurde daraufhin vermutlich ausgeschlachtet.
Die weiteren neun B-0 folgten in kurzen Abständen, wobei der Endtermin Februar 1944 für die Ablieferung des letzten Flugzeugs wahrscheinlich eingehalten wurde. Am 12. und 13. Juni 1944 erfolgte in Rechlin eine Demonstration vor hochrangigen Zuschauern. Bereits am 14. Juni stürzte die Maschine unmittelbar nach dem Start in Lärz ab, wobei sechs der sieben Arado-Mitarbeiter an Bord umkamen.
Bis zum Serienanlauf der damals schon geplanten Ausführung Ar 432 sollten anschließend an die zehn gebauten Vorserienflugzeuge B-0 laut Plan weitere Maschinen dieser Ausführung als B-1 in Serie gebaut werden. Sowohl aus den Flugbüchern als auch aus mehreren Dokumenten geht eindeutig hervor, dass es nur zehn Ar 232 B-0 und dazu noch einen Nachzügler gegeben hat.
Der eifrigste Befürworter des Flugzeugs, Walter Friebel, verunglückte am 20. November 1943 mit einer Heinkel He 111. Mit seinem Tod ließ der Druck hinter der Entwicklung der Ar 232 und erst recht der Ar 432 erkennbar stark nach. Dennoch ist es bemerkenswert, dass das Flugzeug – im Gegensatz zur Ju 352, die ja auch schon weitestgehend aus Stahlrohr und Holz bestand – dem großen Streichen in der Konferenz bei Reichsmarschall Göring am 1. Juli 1944 nicht zum Opfer fiel. Es wurde auf jeden Fall bis zum Oktober 1944 unter der Maßgabe daran gearbeitet, dabei möglichst viel Holz zu verwenden. Inwiefern dies umgesetzt wurde, ist nicht mehr feststellbar.

## Flugzeugbeschreibung
Der Entwurf wies erstmals viele Merkmale auf, die heute als Standard für militärische Transportflugzeuge gelten, wie den niedrig liegenden kastenförmigen Rumpf mit der absenkbaren Laderampe am hinteren Ende sowie das hoch liegende Heck, das einen leichten Zugang zum Ladebereich ermöglichte. Außerdem gestattete das ungewöhnliche Fahrwerk den Einsatz auf unvorbereitetem Gelände. Darüber hinaus sollte das Flugzeug die Forderung nach möglichst niedrigen Start- und Landegeschwindigkeiten und damit kurzen Rollstrecken erfüllen.
Obwohl die Luftwaffe trotz der bereits eingetretenen beträchtlichen Verluste noch über eine große Zahl von Junkers Ju 52/3m verfügte, musste nach Ersatz für diese veralteten Maschinen gesucht werden. Wenn auch die Vorzüge des neuen Entwurfs erkennbar waren, war es vor allem der hohe Verbrauch an Leichtmetall, der nur zur Bestellung einer geringen Anzahl von 22 Flugzeugen führte. An der Weiterentwicklung mit dem Ziel, das Leichtmetall weitgehend durch „nichtstrategische“ Werkstoffe wie vor allem durch Holz zu ersetzen, wurde aber bis Oktober 1944 gearbeitet. Insgesamt betrachtet ist die Geschichte der Ar 232 ein Beispiel für das Fehlen eines Gesamtkonzeptes im RLM.

### Allgemeines
Die Ar 232 stellte in beiden Ausführungen eine übersichtliche Konstruktion einfachen Aufbaus dar, die aus miteinander verschraubten Großbaugruppen bestand. Sie war ein freitragender Schulterdecker, ganz aus Metall, der als eines der ersten deutschen Flugzeuge mit einem teilweise einziehbaren Bugradfahrwerk ausgestattet war. Der große, geräumige Rumpf mit etwa quadratischem Querschnitt, oben halbkreisförmig abgerundet, enthielt vorne den Führerraum mit zwei Sitzen, von denen der Führersitz links als Rüstsatz auch gepanzert sein konnte. Für beide Sitze waren vollständige Steuerungen mit Steuersäule und Pedalen vorhanden, von denen die der rechten Seite an- und abgekoppelt werden konnte, aber keine Bremsmöglichkeit hatte.

### Frachtraum
Hinter dem Cockpit schloss sich ein Frachtraum von 6,6 m Länge, 2,3 m Breite und 2,0 m Höhe an.
Er war von vornherein so ausgelegt, dass er z. B. zwei Pkws aufnehmen konnte. Zum Beladen war am Heck eine zweiteilige, hydraulisch zu betätigende Ladeklappe eingebaut, die in geschlossenem Zustand Teil der Außenwand war. Beim Öffnen klappte das hinten angelenkte obere Teil nach oben, während das untere vorn angelenkte Teil nach unten schwenkte und als Rampe zum Einbringen des Ladeguts diente. Dieses Prinzip war erstmals in den Versionen V5 und V6 der Junkers Ju 90 erprobt worden und erwies sich als sehr effizient. Da zudem der rohrförmige Leitwerksträger mit seinem doppelten Seitenleitwerk sehr hoch angebracht war, war es somit leicht möglich, mit Fahrzeugen direkt an den Frachtraum heran- bzw. in ihn hineinzufahren, was eine enorme Zeitersparnis gegenüber herkömmlichen Be- und Entladekonzepten bedeutete.
Für sperrige Güter, die nicht durch die Ladeluke passten, konnte das komplette Heckteil abgeschraubt werden. Zur Handhabung und richtigen Verteilung der Ladung gab es an der Decke des Laderaums – etwas von der Mitte nach links versetzt – eine Laufschiene mit einem Flaschenzug, der Lasten bis zu 1500 kg heben konnte. In der linken vorderen Rumpfwand war eine Einstiegstür für die Besatzung mit einer herausklappbaren Leiter vorhanden und an beiden Längsseiten sorgten je acht runde Bullaugen für eine ausreichende Beleuchtung des Innenraums.

### Leitwerk
Der Leitwerkträger bildete vorne einen Teil der Rumpfkontur und war auf das hintere Rumpfteil, an den Hinterholm des Tragflächenmittelteils anschließend, aufgesetzt und mit beiden verschraubt. Am hinteren Ende des Leitwerksträgerrohres mit kreisförmigen Querschnitt war das Höhenleitwerk aufgesetzt, das rechts und links als Endscheiben die im Grunde rechteckigen, oben und unten abgerundeten beiden Seitenleitwerke trug. Alle Ruder waren einholmig mit einem verdrehsteifen, blechbeplankten Nasenkasten und dahinter stoffbespannten Leichtmetallgerüsten aufgebaut. Sowohl die beiden Seitenleitwerke als auch die beiden Höhenruderhälften konnten gegeneinander ausgetauscht werden. Alle Ruder waren voll massenausgeglichen und trimmbar. Betätigt wurde sie über Stoßstangen. Am hinteren Abschlussspant des Trägerrohres konnte als Rüstsatz mit drei Bolzen an vorhandenen Augen ein Bock befestigt werden, der am Ende eine auslösbare Kupplung zum Schleppen von Lastenseglern oder zum Einhängen der Bremsschirmseile trug. Das Ganze konnte bei Nichtbenutzung durch eine übergeschobene, mit Schrauben befestigte Haube abgedeckt werden.

### Tragwerk
Das Tragwerk bestand aus einem rechteckigen Mittelstück von 14,1 (A) bzw. 15,5 (B) m Länge und 5 m Tiefe. Daran saßen die für beide Ausführungen identischen, trapezförmigen Außenflügel mit abgerundeten Endkappen. Das ganze Tragwerk war zweiholmig ausgeführt, wobei die Außenflügel mit je vier Spreizbolzen mit dem Mittelstück verbunden waren. Zwischen dessen beiden Holmen waren die nach unten offenen Ausschnitte für die jeweils nach innen einschwenkenden Hauptfahrwerkseinheiten und, von den Motoren nach außen, je ein Kraftstoffbehälter mit 1350 Litern Inhalt untergebracht. Die je 110 l fassenden Schmierstoffbehälter (bei der Ausführung A) saßen unmittelbar hinter den Brandwänden der Motoren.
Über die ganze Spannweite hatte das Flugzeug die auf jeder Seite aus zwei Klappen bestehenden Landeflügel, die auf je zwei Ausleger genannten Gleitschienen in Fowler-Art nach hinten herausgefahren werden konnten und dabei nach unten ausschlugen. Die Querruder fuhren mit den Landeflügeln aus und behielten dabei ihre Funktion; dies geschah in Anwendung des Rebeski-Patents. Die tragende Fläche wurde durch die Landeflügel um rund 25 % vergrößert. Das Aus- und Einfahren geschah elektrisch, konnte aber im Notfall auch von Hand mit Hilfe einer Kurbel hinter dem rechten Sitz erfolgen. Dank dieser Auftriebshilfen konnte das voll beladene Flugzeug mit 16 t Abfluggewicht innerhalb von weniger als 200 m abheben.

### Bremsschirm
Die Landestrecke konnte durch die Verwendung eines Bremsschirms verkürzt werden, der in einem Kasten außen an der Unterseite der Laderampe befestigt wurde. Die Schirmleine konnte an der Unterseite des Leitwerksträgers in dafür vorgesehenen Klemmen befestigt nach hinten geführt und am Heck in die auslösbare Kupplung eingehängt werden.

### Fahrwerk
Das auffälligste Merkmal der Ar 232 war das Fahrwerk. Für den Einsatz auf Flugplätzen war ein normales Bugrad-Fahrgestell vorhanden. Die Federstreben der beiden während des Fluges in die Tragflächen einziehbaren Hauptfahrwerkshälften konnten in ihrer Länge verstellt werden, um den Rumpf so weit abzusenken, dass die unter dem Rumpf angebrachten elf (später auf zehn verringert) Paare einzeln gefederter kleiner Räder mit Niederdruckreifen auf den Boden kamen. Dazu wurde das geschleppte Bugrad, das zur Aufnahme der Stöße beim Rollen gegen kleinere Hindernisse besonders groß war, nach hinten zur Hälfte eingefahren. Es war dann in gleicher Höhe mit der Doppelreihe der kleinen Räder dahinter. Damit konnten im Einsatz, wie in der Ausschreibung verlangt, sogar Schützengräben bis 1,5 m Breite überwunden werden. Der abgesenkte Zustand erleichterte zudem die Beladung. Auch beim Einziehen wurden die Federbeine verkürzt. Die vielen Räder brachten dem Flugzeug auch seine eingangs erwähnten Spitznamen ein. Im Ergebnis hatte die Maschine ausgezeichnete Start- und Landeeigenschaften auf unebenen Pisten. Heutige Transportflugzeuge haben das Konzept weitgehend übernommen.

### Besatzung und Bewaffnung
Die normale Besatzung bestand aus zwei bis vier Mann, wovon der Pilot als einziger keine zusätzliche Aufgabe zu übernehmen hatte. Der Beobachter (Funker, Schütze oder Bordwart) bediente auch ein MG 81 Z oder ein MG 131 in der Rumpfspitze (A-Stand), der Bordwart (Lademeister, Schütze) ein 2-cm-MG 151, das ebenfalls durch ein MG 81 Z ersetzt werden konnte, in einer mit einer Plexiglashaube abgedeckten hydraulischen Drehlafette HDL 151/2 auf der Rumpfoberseite hinter dem Führerraum (B-Stand). Ein oder auch zwei weitere MG 131 oder MG 81 Z in gepanzerten Linsenlafetten waren am Rumpfende unterhalb des Leitwerksträgers ebenfalls vom Lademeister oder einem weiteren Schützen zu bedienen (C-Stand). Außerdem konnten im Laderaum in den Seitenfenstern weitere Abwehrwaffen in Fensterlafetten (Rüstsätze) eingesetzt werden.

### Rüstsätze
Für das Flugzeug gab es insgesamt 23 Rüstsätze, wozu auch die Funkgeräteausstattung, eine Kurssteuerung und die Bewaffnung gehörten. Daneben enthält die Liste einbaubare Klappsitze für den Transport von Soldaten, Vorrichtungen zum Transport von Verwundeten auf Tragen, eine Ölfeuerheizung, eine sogar gepanzerte Unterbringungsmöglichkeit für ein Schlauchboot und nicht zuletzt eine als Gefinal-Aggregat bezeichnete Notversorgung für Hydraulik und Bordspannung. Eine in der Länge zweigeteilte Schneekufe mit Rollensitz war zwar in der Aufstellung der Rüstsätze mit dem Buchstaben „y“ enthalten, wurde aber bei keinem einzigen Flugzeug als angebaut aufgeführt. Mangels eigener Bemessungswerte wurde für den Entwurf der Schneekufe auf erbeutete russische Entwürfe zurückgegriffen. Es liegt jedoch kein Nachweis vor, dass diese Kufen je eingesetzt wurden. Das einzige Flugzeug, das in polarnahen Regionen eingesetzt wurde, war die A-10 bei der Westa 5. Dort wurde sie auch nur kurze Zeit im Sommer eingesetzt und deren Ausflüge nach Spitzbergen und zur Bäreninsel erfolgten immer nur mit Radfahrwerk, wie alle verfügbaren Bilder zeigen. In den Beschreibungen der einzelnen Rüstsätze im Handbuch der Maschine fehlt zudem der Buchstabe „y“.

## Technische Daten
| Kenngröße                             | Daten Ar 232 A-0                                                                     | Daten Ar 232 B-0                                                                      |
| ------------------------------------- | ------------------------------------------------------------------------------------ | ------------------------------------------------------------------------------------- |
| Besatzung                             | 2–4                                                                                  | 2–4                                                                                   |
| Länge                                 | 23,50 m                                                                              | 23,50 m                                                                               |
| Spannweite                            | 32,00 m                                                                              | 33,50 m                                                                               |
| Höhe                                  | 6,60 m (abgesenkt 5,90 m)                                                            | 6,60 m (abgesenkt 5,90 m)                                                             |
| Leermasse                             | 11.735 kg                                                                            | 12.930 kg                                                                             |
| Zuladung                              | 4.265 kg                                                                             | 4.670 kg                                                                              |
| Zuladung (Überlast)                   | 7.265 kg                                                                             | 7.170 kg                                                                              |
| Nutzlast                              | 2.300 kg                                                                             | 2.150 kg                                                                              |
| Nutzlast (Überlast)                   | 4.800 kg                                                                             | 4.650 kg                                                                              |
| max. Startmasse                       | 16.000 kg                                                                            | 17.600 kg                                                                             |
| max. Startmasse (Überlast)            | 18.500 kg                                                                            | 20.000 kg                                                                             |
| Höchstgeschwindigkeit in 4.000 m Höhe | 305 km/h                                                                             | 312 km/h                                                                              |
| Marschgeschwindigkeit                 | 252 km/h                                                                             | 255 km/h                                                                              |
| Landegeschwindigkeit                  | 98 km/h                                                                              | 99 km/h                                                                               |
| Dienstgipfelhöhe                      | 7.600 m                                                                              | 6.900 m                                                                               |
| Reichweite                            | 1.500 km                                                                             | 1.335 km                                                                              |
| Startrollstrecke                      | 200 m                                                                                | 157 m                                                                                 |
| Startstrecke auf 20 m Höhe            | 445 m                                                                                | 350 m                                                                                 |
| Triebwerke                            | 2 × 14-Zylinder-Doppelsternmotor BMW 801 A                                           | 4 × 9-Zylinder-Sternmotor Bramo 323 P                                                 |
| Startleistung                         | je 1.560 PS (1.147 kW)                                                               | je 1.000 PS (735 kW)                                                                  |
| Kampfleistung                         | je 1.300 PS (956 kW)                                                                 | je 810 PS (596 kW)                                                                    |
| Bewaffnung                            | A-Stand (Bug): 1 × MG 81 Z B-Stand (Rücken): 1 × MG 81 Z C-Stand (Heck): 1 × MG 81 Z | A-Stand (Bug): 1 × MG 81 Z B-Stand (Rücken): 1 × MG 131 Z C-Stand (Heck): 1 × MG 81 Z |

## Einsatz
Der erste Einsatz der Ar 232 fand am 6. Februar 1943 statt; dabei sollten die bei Stalingrad eingeschlossenen deutschen Truppen versorgt werden. Der Einsatz blieb erfolglos und die Maschine ging verloren.
Eine weitere Maschine wurde in Nordnorwegen bei der Wettererkundungsstaffel 5 eingesetzt; sie erreichte von ihrem Stützpunkt Banak (bei der Ortschaft Lakselv) aus unter anderem Spitzbergen und die Bäreninsel. Am 26. August 1943 prallte sie kurz nach dem Start gegen einen Hang, wobei alle 20 Insassen – die vier Besatzungsmitglieder und 16 Fronturlauber – ums Leben kamen. Es handelte sich um das größte Flugzeugunglück in Nordnorwegen während des Krieges.

### Die 7. Staffel des Ergänzungs-Transportgeschwaders
Die meisten fertiggestellten Maschinen wurden zum Ergänzungs-Transportgeschwader (ETG.) nach Schönwalde geschickt, das eine Ausbildungsfunktion für Transportflieger hatte. Dessen neu aufgestellte 7. Staffel (7./ETG) sollte nur mit Ar 232 ausgestattet werden. Die erste Maschine stürzte dort am 15. August 1943 ab, wobei neben dem vorgesehenen Staffelkapitän, Oblt. Walter Meltzer, unter anderem der Kommandeur der II./ETG, Major Kurt Wendorf, ums Leben kam. Die weitere Aufstellung der Staffel erfolgte in Eger unter dem Kommando des Ritterkreuzträgers Major Josef Belz.
Ab dem 17. Dezember 1943 erhielt die Staffel sechs Maschinen und wurde am 2. Februar 1944 nach Warschau-Okęcie verlegt, von wo sie bis zum 9. Februar Transporte an die Ostfront durchführte. Vermutlich bekamen die Flugzeuge der Staffel zu dieser Zeit ihr Abzeichen aufgemalt, einen Elefanten mit an- bzw. untergeschnallten Flügeln und Rädern.
Wieder zurück in Eger, folgten vier Wochen Flugbetrieb mit Transportaufgaben zu Zielen vorwiegend im Reichsgebiet.
Am 19. März kam der erneute Verlegungsbefehl nach Warschau, jetzt mit Unterstellung unter das Transportgeschwader 5. Transporte nach Odessa, Tiraspol, Jasionka, Galatz und zu anderen Plätzen im Süden der Ostfront wurden geflogen, wobei sich die Ar 232 unter allen Wetterbedingungen bewährten und beachtliche Transportleistungen erbrachten, wie dem Kriegstagebuch (KTB) des TG. 5 zu entnehmen ist. Am 29. März blieb die Ar 232 A-02 (L5+AR) mit der fünfköpfigen Besatzung unter dem Flugzeugführer Uffz. Leo Weiß auf dem Flug von Odessa nach Lemberg vermisst.
Da die Wehrmacht im Südosten zum weiteren Rückzug gezwungen wurde, waren die Flugstrecken von Warschau aus zu lang. Deshalb kam am 13. April ein erneuter Verlegungsbefehl, diesmal nach Ziliştea in Rumänien. Vor allem Sewastopol wurde angeflogen, unter ständigen Jagd- und Bombenangriffen des Gegners. Auf dem Hinweg bei Tag und Nacht war es vor allem Munition, Verpflegung und Nachschub, während zurück vorwiegend Verwundete zu transportieren waren.
Nach einem nochmaligen harten Einsatz aller verfügbaren Transportflugzeuge war die Räumung der Krim am 12. Mai beendet und auch die 7./ETG. wurde nach der Erledigung noch vorliegender Einzelaufträge nach Eger zurückverlegt. Während des Monats April, dem zeitlichen Schwerpunkt der Aktion, hatten die verbliebenen vier Flugzeuge der Staffel mit 405 t rund 13,1 % der Gesamtleistung des TG 5 bestritten; auf den Rückflügen sogar über 14 %. Dabei ist zu berücksichtigen, dass für diese Zeit, neben den beiden mit Messerschmitt Me 323 ausgerüsteten Gruppen des Geschwaders, noch die Tr.Fl.St. 5 (Ju 90 und P.108), die Tr.Gr. 30 (He 111), die Schleppgruppe 2 (He 111 und Go 242) und die IV./TG. 1 (Ju 52) dem TG 5 unterstellt waren.

### Unternehmen Zeppelin
Im Juli 1944 sollten mit der A-08 im Rahmen des „Unternehmens Zeppelin“ nahe Moskau zwei russische Agenten mit dem Auftrag zu einem Attentat auf Josef Stalin abgesetzt werden. Die A-08 musste unverrichteter Dinge umkehren. Bei einem erneuten Versuch wurden die Agenten mit der B-05 abgesetzt, kurz darauf jedoch von sowjetischen Sicherheitskräften gefasst. Die B-05 wurde bei der Landung so stark beschädigt, dass sie nicht mehr zum Rückflug starten konnte.

### Die Rennstrecke
Diesen Begriff prägten die Besatzungen der sechs Ar 232, die von Mitte Oktober 1944 dem KG. 200 unterstellt und unter der Führung von Hptm. Behrendt nach Großschiemanen in Ostpreußen verlegt worden waren. Sie flogen nachts Versorgungsflüge für die vermeintlich im Rücken der vordrängenden sowjetischen Truppen noch vorhandene – später nur vermutete – deutsche Kampfgruppe Scherhorn, bei der es sich in Wahrheit von Anfang an um ein Funkspiel mit dem Namen Operation Beresino des NKWD handelte. Am 15. und 16. Februar 1945 fanden die letzten Flüge auf der Rennstrecke statt.

### Die letzten Kriegstage
Die noch vorhandenen vier (möglicherweise auch fünf) Ar 232 – alles viermotorige B bis auf eine A – gingen zurück nach Tutow, wo sie endgültig vom KG 200 übernommen wurden und deren Geschwaderkennung A3+QB, RB und SB erhielten, wobei nur RB eindeutig der B-07 und SB der B-09 zugeordnet werden können. Ob die vierte noch TB bekommen hat, steht nicht fest. Die Übernahme dürfte mit der Auflösung der 14./TG 4 zusammenhängen, die für den 30. Januar 1945 befohlen worden war und bis zum 1. März als vollzogen zu melden war. Die letzte zweimotorige (Ofw. Emil Uhrig) und eine der viermotorigen wurden zum Liegeplatz der I./KG 200 nach Hildesheim befohlen und Anfang April – wie auch die dort stehenden (erbeuteten) Boeing B-17 und Consolidated B-24 – weiter zum Fliegerhorst Fürstenfeldbruck geschickt. Da dort nach einem kurz zuvor stattgefundenen Bombenangriff nicht gelandet werden konnte, wichen beide nach Mühldorf am Inn aus. Von dort wurde die viermotorige Maschine mit Ofw. Boldt noch nach Manching geschickt, um die restliche Ladung einer in der Nähe abgestürzten B-17 (Ofw. Johannsen) zu bergen. Beide Flugzeuge erhielten am 23. April den Befehl, einen in der Nähe von Agram eingeschlossenen Flugplatz durch Abwurf mit Nachschub zu versorgen. Sie wurden anschließend in Mühldorf getarnt abgestellt. Die Viermotorige fiel dennoch mit vielen anderen dort stehenden Flugzeugen einem verheerenden Tieffliegerangriff am 26. April zum Opfer, während Ofw. Uhrig seine davongekommene Maschine bei der Annäherung der Amerikaner selbst in Brand steckte.
Die zwei (oder drei) im Norden noch stehenden Flugzeuge flogen noch einige Versorgungsflüge für die bereits eingeschlossene Hauptstadt Berlin, jetzt offensichtlich der unter dem Kommando von Major Günther Mauss stehenden Großraumtransportstaffel zugeordnet. Ofw. Limbrecht sollte in der Nacht zum 25. April zusammen mit mehreren Ju 352 Nachschub für die im Süden Berlins kämpfende 9. Armee zum Flugplatz Friedersdorf bringen. Da von den vorausgeflogenen Ju 352 am Zielort kein Zeichen mehr zu erkennen war, kehrte er um, ohne zu landen. Auf dem Rückweg hatte er aber das Pech, nördlich von Stendal von einer englischen Radarstellung erfasst zu werden, die eine von Rheine aus gestartete Mosquito XIII (KP-P) mit kanadischer Besatzung (W/C. Frank Hatton und F/L. Russ Rivers) auf ihn ansetzte. Diese hielt die Arado für eine Ju 290, die hochgestellte Personen aus Berlin hinausbringen sollte. Die Ar 232 wurde getroffen, wobei der Bordmechaniker getötet und das Flugzeug stark beschädigt wurde. Zu dem Zeitpunkt war es aber bereits zu niedrig für den Absprung der Besatzung, so dass eine Notlandung an einem Flussufer durchgeführt wurde. Der übrigen Besatzung gelang es anschließend noch, das Flugzeugwrack zu verlassen, bevor die Ladung explodierte. Vier Tage später saß Ofw. Limbrecht wieder am Steuer einer anderen 232, der A3+SB, mit der er bei zwei Flügen jedes Mal etwa 40 Flüchtlinge, meist Frauen und Kinder, von Tutow nach Großenbrode brachte.
Dort stand bereits die zweite Ar 232 B, anscheinend die A3+QB, mit der Feldwebel Ernst Funk gekommen war. Diese beiden Flugzeuge können es nur gewesen sein, die der bei der Royal Air Force fliegende Franzose Pierre Clostermann am 3. Mai 1945 angriff, wie er in seinem Buch „Die große Arena“ schreibt. Allerdings will er „eine Reihe von Ar 232 beschossen haben, von denen zwei in Flammen aufgegangen wären“. Es waren aber nur diese beiden Flugzeuge dort und die eine davon, die B-07, A3+RB, konnte später auf Verlangen der Besatzungsmacht von den Bordmechanikern wieder flottgemacht werden, was freilich gar nicht so einfach war. Die einziehenden Sieger hatten nämlich zuvor verlangt, dass die Flugzeuge durch das Abnehmen der Luftschrauben und der Querruder fluguntüchtig zu machen seien. Der 1. Wart der B-09, Uffz. Willy Dorn, erinnerte sich daran, dass sie aus Wut die Lagerbolzen weit weggeworfen hätten und sie dann mühsam wieder suchen mussten. Da Limbrecht wegen eines anderen Flugauftrags mit einer Siebel Si 204 nicht verfügbar war und auch nicht mehr zurückkehrte, war es nun Funk, der den Auftrag erhielt, eine englische Besatzung mit dem Flugzeug vertraut zu machen. Diese Einweisung wurde nur in Deutschland durchgeführt.
Mit dem Flugzeug flog die neue Besatzung noch mehrmals nach Deutschland, um wichtiges Beutegut nach England zu transportieren. Dort wurde die Maschine unter anderem vom Testpiloten des Royal Aircraft Establishment, Captain Eric Brown nachgeflogen und für sehr gut befunden. Die Maschine war 1945 mit vielen weiteren deutschen Flugzeugen bei der großen Beuteschau in Farnborough zu sehen, blieb anschließend bis November 1947 abgestellt und wurde später – obwohl als dauerhaftes Ausstellungsstück vorgesehen – verschrottet.